# Змеелюди

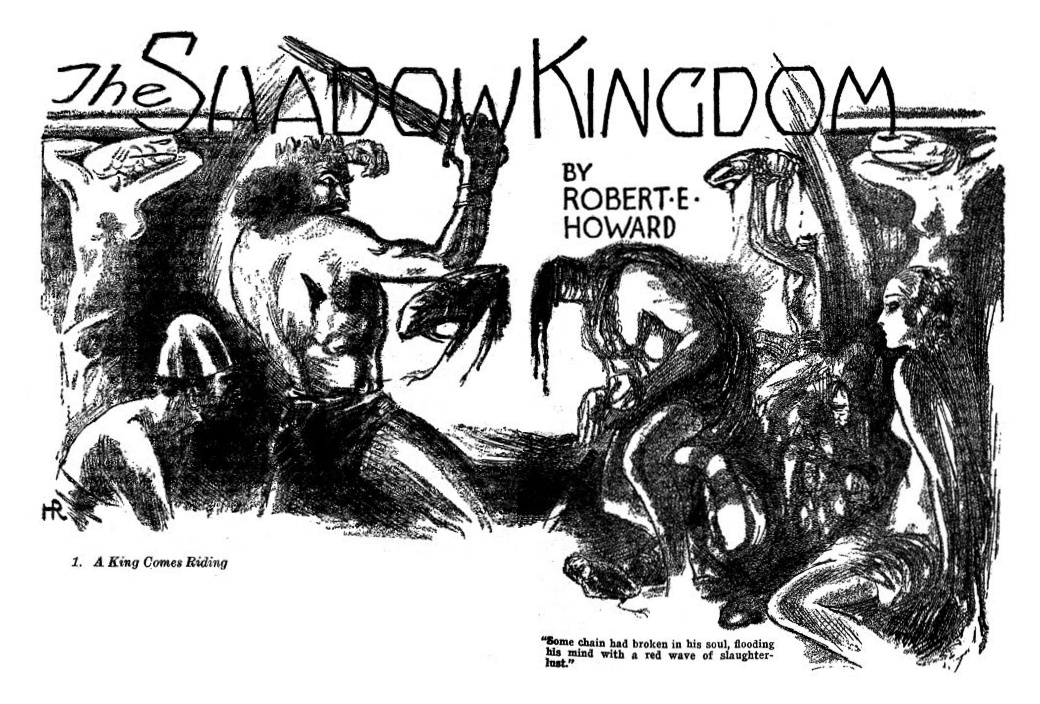
Иллюстрация к рассказу «Королевство теней», 1929 год

Змеелюди (англ. Serpent Men) — раса разумных рептилий, придуманная Робертом Говардом для рассказов «Черви Земли», «Королевство теней» и «Долина сгинувших».

## Описание у Говарда
...— Змеи… которые… могут… говорить…

— Замолчи, — ладонь Кулла упала на губы пикта. — Говорить о чем-то таком — смерть. Эти слова прокляты...
...— Мы, варвары, — дети по сравнению с жителями Семи Империй. Ни людская память, ни летописи не простираются в прошлое настолько, чтобы сказать, когда со стороны моря пришли сюда первые люди и кто построил огромные города на побережье. Но знай — не всегда люди властвовали над людьми...

— Человек с головой гада, — шепнул он Брулу. — Жрец Бога-Змея?

— Да. Настоящий Ту спит и знать ни о чем не знает. Эти твари могут выдать себя за кого угодно. Они каким-то колдовским заклятием набрасывают на себя пелену чар, и их уже не отличишь от живого человека.

— Значит, старые легенды не врут, — вздохнул король. — Эти мрачные сказания, которые немногие осмеливаются повторить, не плод фантазии. Я догадывался об этом…

— Да. И я сейчас припоминаю эту историю. Клянусь Валком, Кулл, это было очередное свидетельство страшного могущества жрецов Змея. Они убили этого короля и заставили его душу служить им. Мудрецы недаром говорили, что если человек погибает от руки людей-змей, его душа обрекается на вечное рабство…
Ибис сражается с Сетом с первого рассвета над землей, а Карантес борется со жрецами Сета всю свою жизнь...

Это знак Сета, Старого Змия, божества стигийцев!...

Это реликт из времен, когда Сет ходил по земле в обличье человека. Возможно, раса, которая пошла от него, хранила останки своих царей в таких футлярах, как этот.
Согласно рассказу Королевство теней, змеелюди являются расой, правившей миром ещё до появления человека. После того как обезьяны эволюционировали в людей, между последними и змеелюдьми началась конкурентная борьба, переросшая в войну за выживание, победителем из которой вышел человек. Так люди стали хозяевами планеты, думая, что род Змея сгинул. Однако, как оказалось, разумные змеи ушли в подполье, постепенно наращивая влияние на власть людей. Делали они это при помощи своих приспешников из числа людей, а также магии иллюзий, при помощи которой могли принимать облик людей. В Турийскую эпоху они подчинили себе большую часть правителей на континенте, пока Кулл, царь Валузии, не раскрыл их заговор, целью которого было, убив его, подменить на змеечеловека-двойника. Несмотря на то, что Кулл дал им отпор, культ Змея он окончательно не уничтожил, в других рассказах про Кулла также фигурируют поклонники Змея Тулса Дум и Блаал, а также храм посвящённый тёмному богу. Религией змеелюдей являлось поклонение Великому Змею. Таинственные слова Ка нама каа лайерама, произнесённые человеком в присутствии замаскированного змеечеловека способны снять иллюзорную оболочки и представить представителя змеиной расы в истинном облике, кроме того, фраза является шибболетом, которую змеелюди не в состоянии произнести из-за строения гортани.
Другим рассказом, в котором фигурируют змеелюди, является вестерн-хоррор Долина сгинувших, который отличается от «Королевства теней» большей драматичностью и мрачностью. Главный герой, техасец, спасающийся от вендетты, забредает в древнюю пещеру, где сохранились потомки некогда высокоразвитой цивилизации змеелюдей.
В рассказе про Конана «Бог из чаши» присутствует представитель разумных змей, которые некогда правили государством Стигия. Продолжатели творчества Говарда, вдохновлённые его рассказами, часто идентифицируют змеелюдей из цикла Кулла и говорящих змей из рассказа Бог из чаши.
Змеелюди в своём истинном облике изображаются в виде гуманоидных рептилий. По отношению к большинству людей агрессивны, злобны и опасны, исключение составляют приверженцы Великого Змея. Исследователи считают, что кроме Лавкрафта на создание расы змеелюдей Говарда повлиял рассказ «В центре Земли» Эдгара Берроуза, в котором фигурируют разумные рептилоиды-махавы.

## Змеелюди у других авторов
Мне Снятся Мрачные и Жуткие Сны, Забытые Образы Дочеловеческой
Расы Змей, Преемников Длинных Мёртвых Рептилий,
Безмолвно Наблюдающей Сквозь Века В Холодной, Странной Апатии
Змеелюди как часть конспирологического мифа нашли почву среди других писателей. Кларк Эштон Смит в 1933 году написал рассказ Вторая тень, об атлантах нашедших реликт, принадлежащий расе змеелюдей. Кроме того, в других рассказах Смита рассказывается о том, что змеелюди, уйдя в подполье, отреклись от своего змеиного бога, присягнув жабьему богу Тсатхоггуа. Змеелюди также упоминаются в рассказах Лавкрафта Обитающий во Тьме и Безымянный город.
Продолжатели эпопеи о Конане, такие как Леон Спрэг де Камп и Лин Картер, внесли змеелюдей в свои рассказы. В рассказе Тени каменного черепа, фигурирует сама Лилит, являющаяся царицей расы змеелюдей времён Хайборийской эры.
Также продолжатели Говарда связали змеелюдей с культами Сета и Йига.
На страницах комиксов змеелюди впервые появились в выпуске Kull the Conqueror I#2 сентября 1971 году.
Змеелюди присутствуют в фильме Конан-варвар и мультфильме Приключения Конана-варвара.

## Змеелюди в оккультизме
Змеелюди часто связываются с конспирологическими теориями о тайном правлении рептилоидов. Оккультист Шеннон Аппель в ряде статей описал историю змеелюдей.

## В музыке
- Rise of the Serpent Men — альбом британской панк-рок-группы Axegrinder
- Serpent Men — панк-рок-группа из Детройта
- Von Unaussprechlichen Kulten — песня из альбома Annihilation of the Wicked американской дэт-метал группы Nile
- Reptiloid — песня из альбома Is dead? трэш-дэт группы Truep